# Josep Cargol Costa
Josep Cargol Costa   (Sant Joan les Fonts, 11 de març de 1968) és un exjugador de basquetbol català que ocupava la posició d'aler i va disputar 511 partits en la lliga ACB. En la seva posterior vida als despatxos, va ser director esportiu del Casademont Saragossa.

## Trajectòria com a jugador
La seva rapidesa i versatilitat, que en aquella època eren poc habituals en un jugador de més de dos metres, el van fer destacar molt jove. Sorgit de la pedrera del CB Santa Coloma, club amb el què va debutar a la lliga ACB, va fitxar l'any 1987 pel Reial Madrid, on jugaria el seu millor bàsquet. Va coincidir en aquesta etapa amb companys com Juan Antonio Corbalán, Dražen Petrović, Fernando Martín, Johnny Rogers, Arvydas Sabonis o José Biriukov.
El 1995, poc després de tenir una destacada actuació en la consecució de l'Eurolliga amb l'equip madrileny, és traspassat al Valvi Girona, on s'estaria fins al 1998, per després passar al Benfica de la lliga portuguesa. Després de dos anys a Lisboa, torna a la lliga ACB cridat pel tècnic Javier Imbroda per al seu projecte al Caja San Fernando. Tot just un any després, surt a Grècia per fitxar pel PAOK Salònica, on va romandre només una temporada. Tornaria a l'ACB el 2001, al Gijón Basket, i el 2002 va fitxar pel Basket Saragossa, de la lliga LEB, on es va retirar al final d'aquella temporada.
46 vegades internacional amb Espanya, el seu èxit més destacat va ser la medalla de bronze a l'Eurobasket de Roma 1991.

## Trajectòria postesportiva
Després de retirar-se a Saragossa, va continuar residint a la capital aragonesa, on ha treballat com a professor de fisioteràpia a la Universitat San Jorge i ha col·laborat amb diversos mitjans de comunicació. A més, ha entrenat equips com l'Stadium Casablanca i en les categories inferiors del Basket Saragossa.
Al juny de 2018, després d'haver estat entrenador interí del primer equip saragossà, passa a ocupar la direcció esportiva en substitució de Salva Guardia. Es manté en el càrrec fins al seu relleu per Toni Muedra, el 8 de febrer de 2022.

## Clubs
- 1978-83 Categories inferiors del Club Poliesportiu Santjoanenc.
- 1983-85 Categories inferiors del Club Bàsquet Santa Coloma.
- 1985-86 ACB. Licor 43 Santa Coloma.
- 1986-87 Primera B. Santa Coloma.
- 1987-95 ACB. Reial Madrid (es va incorporar una vegada iniciada la temporada).
- 1995-98 ACB. Valvi Girona.
- 1998-99 Lliga de Portugal. Benfica.
- 1999-00 ACB. Caja San Fernando.
- 2000-01 Lliga de Grècia. PAOK Salònica BC.
- 2001-02 ACB. Gijón Basket.
- 2002-03 LEB. Basket Saragossa.

## Palmarès

### Clubs
Amb el Reial Madrid:
- Eurolliga (1): 1995.
- Lliga ACB (2): 1993, 1994.
- Copa del Rei (2): 1989, 1993.
- Copa Korać (1): 1988.
- Recopa d'Europa (2): 1989, 1992.

### Selecció espanyola
- Medalla de Bronze al Campionat d'Europa de Roma 1991.[1]
- Medalla d'Or amb la Selecció Sub-22 al Campionat del Món de 1989.
- Medalla de Plata amb la Selecció Sub-22 al Campionat del Món de 1990.
- Medalla de Bronze a la Universiada de Zagreb 1987.
- Medalla de Plata amb la Selecció Juvenil al Campionat d'Europa de 1985.